# Коваленко, Антон Александрович
Анто́н Алекса́ндрович Ковале́нко (род. 14 октября 1970, Киев) — российский театральный режиссёр, актёр.

## Биография
Родился в Киеве. С 1990 года работал в Ленинградском Государственном драматическом театре «Приют комедианта» в качестве звукооператора, осветителя, монтировщика, и параллельно — как актёр в независимом театральном проекте «Театр Тау».
В период 1991—1996 годов обучался на актёрском факультете ЛГИТМиКа (ныне Санкт-Петербургский государственный институт сценических искусств) на курсе у профессора В. В. Петрова.
По окончании института работал актёром в «Приюте комедианта» и Театре «На Литейном», над независимыми проектами как актёр и режиссёр, занимался пластическим неформальным театром, сотрудничал с петербургским Iguan Dance Theatre и киношколой при «Ленфильме».
В 2000 году поступил в Школу-студию МХАТ (курс Камы Гинкаса), окончил её в 2005 году. В год выпуска поставил дипломный спектакль по пьесе А. Архипова «Дембельский поезд» на сцене Нижневартовского городского драматического театра, послужив началом к его участию в театральных фестивалях.

Наверное, если отвечать на вопрос, что такое катарсис в современном театре, можно обратиться к данному спектаклю. Это финальное очищение. И пример, который придумал Антон Коваленко — омовение в конце всех героев перед смертью — это есть пример современного катарсиса. Очень символичный и грубый.
— Павел Руднев о «Дембельском поезде» на II Международном театральном фестивале «Коляда-Рlays» — 2008
С 2005 года ставит спектакли в театрах России и ближнего зарубежья.
В январе 2013 года был приглашён стать художественным руководителем Камчатского театра драмы и комедии, где проработал по март 2014 года. С октября 2014 года по июль 2015 года был художественным руководителем Чехов-центра в Южно-Сахалинске.

### Семья
Отец — Александр Коваленко (1948—2011), актёр.
Женат, воспитывает дочерей Наталию (род. 2012), Дарью (род. 2016) и Марию (род. 2022). Есть сын Данила от первого брака (род. 2007).

## Творчество
Театр.doc

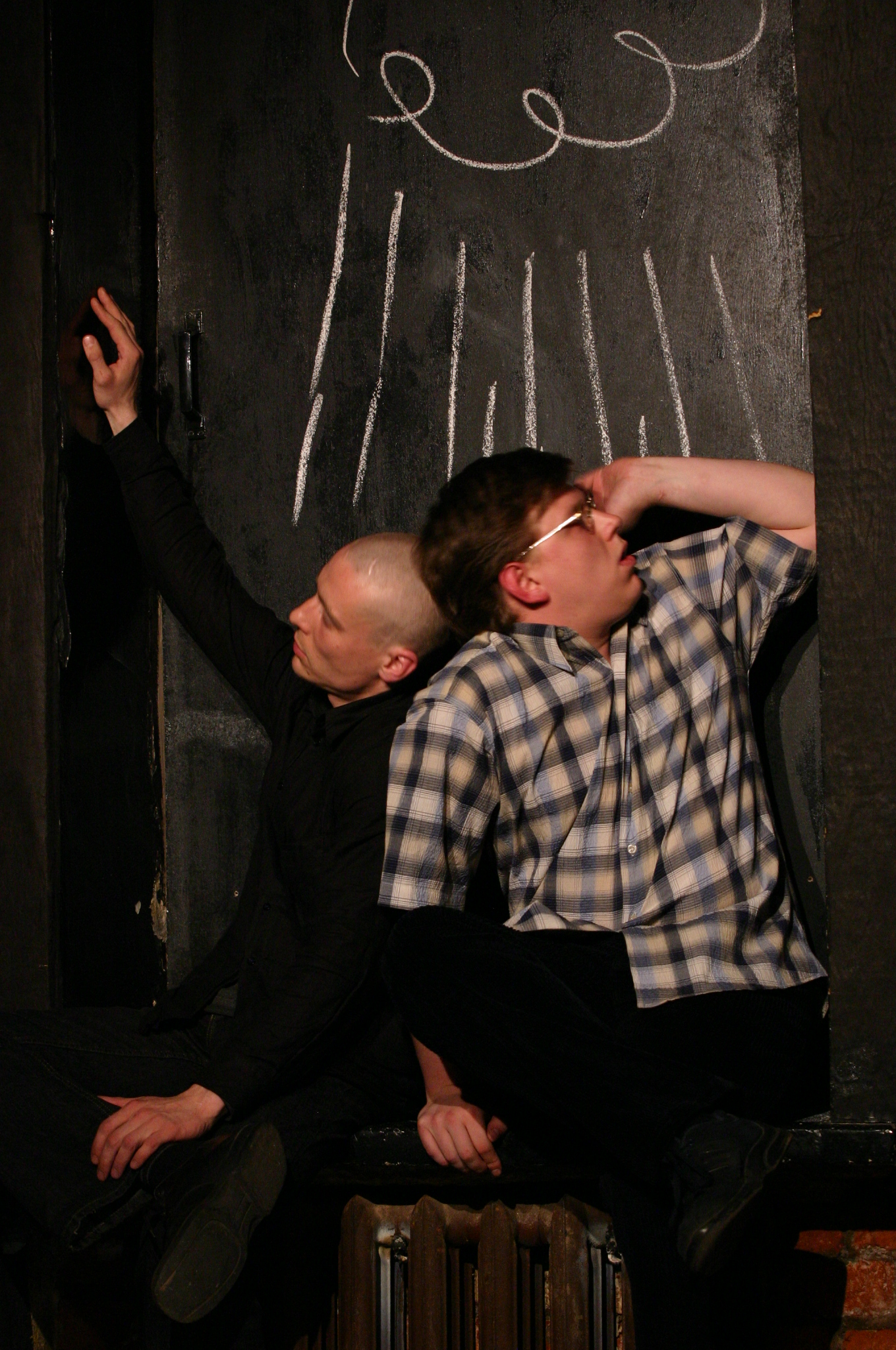
Сергей Лавыгин в роли Толстого и Антон Коваленко в роли Пандуса в спектакле «Пять — двадцать пять», Театр.doc, 2004

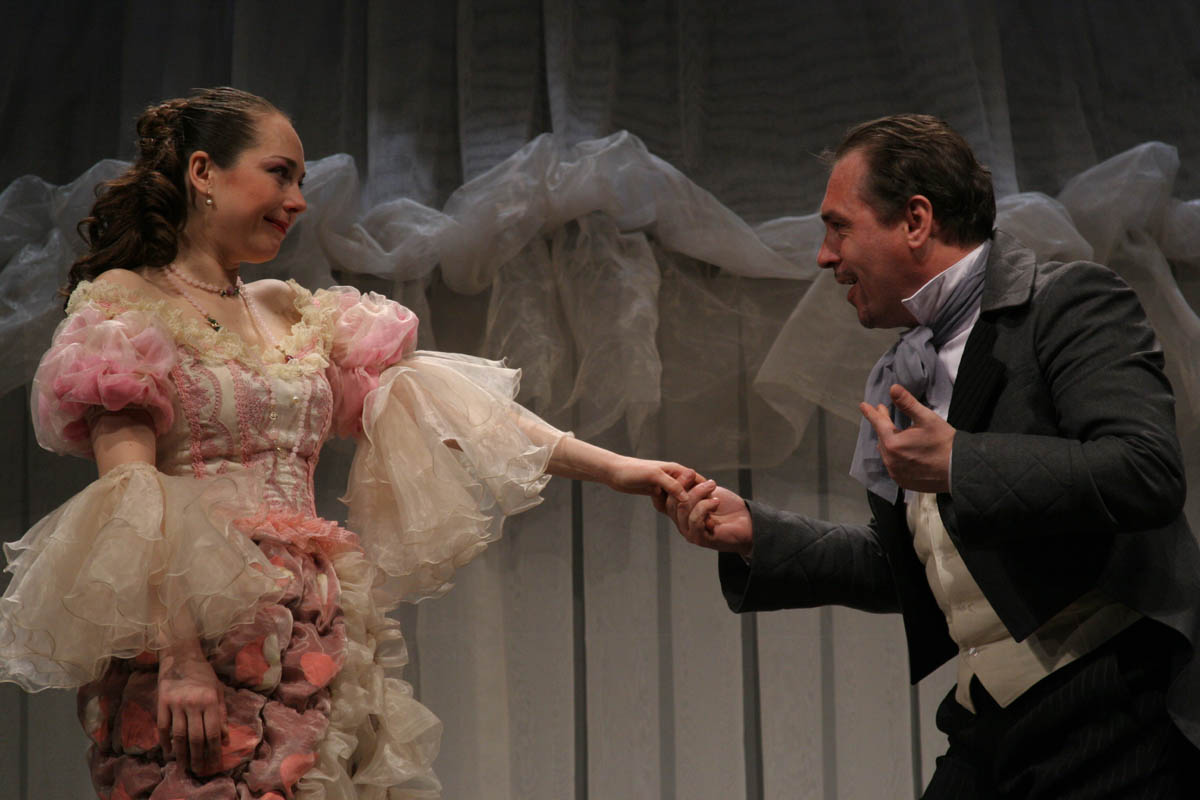
Сцена из спектакля «Женитьба» Саратовского театра драмы, 2010

- 2004 — «Пять — двадцать пять» Д. Привалова[комм. 1]

Нижневартовский городской драматический театр
- 2005 — ««Дембельский поезд»» А. Архипова

Центр имени Вс. Мейерхольда
- 2005 — «Подземный бог» А. Архипова[9]

Алтайский краевой театр драмы имени В. М. Шукшина
- 2006 — «Отелло» У. Шекспира (в 2006 году спектакль принял участие в фестивале «Ученики мастера»)[10][11]

Молодёжный театр Ростова-на-Дону
- 2006 — «Смешные жеманницы» Мольера

Саратовский академический театр драмы имени И. А. Слонова
- 2007 — «Сиротливый запад» М. МакДонаха
- 2008 — «Записки сумасшедшего» по Н. Гоголю
- 2010 — «Женитьба» по Н. Гоголю
- 2010 — «Сказка про Щелкунчика и мышиного короля» по сказке Э. Гофмана

Санкт-Петербургский академический театр имени Ленсовета
- 2007 — «Королева красоты» М. МакДонаха

Государственный драматический театр «Приют комедианта»
- 2008 — «Человек-подушка» М. МакДонаха[12]

Русский театр Эстонии
- 2009 — «Записки сумасшедшего» по Н. Гоголю[13]

Магнитогорский драматический театр имени А. С. Пушкина
- 2009 — «Шум за сценой» М. Фрейна[14]
- 2012 — эскиз спектакля по пьесе Адама Раппа «Зима красных фонарей»[15][16]

Мариинский театр
- 2009 — одноактная опера «Тяжба» С. Нестеровой в спектакле «Гоголиада»[1][17][комм. 2]

МХТ имени А. П. Чехова
- 2011 — «Шинель» по Н. Гоголю[19].

Калужский областной драматический театр
- 2012 — «Бенефис Светловидова» спектакль по одноактным произведениям А. Чехова[20][21]

Камчатский театр драмы и комедии
- 2013 — «Жизнь прекрасна», компиляция из трёх одноактных пьес А. Чехова: «О вреде табака», «Предложение», «Юбилей» и авторского текста-монолога «Жизнь прекрасна»[22].
- 2013 — «Тимон Афинский» У. Шекспира[23]
- 2013 — «Маленький принц» А. де Сент-Экзюпери

Сахалинский международный театральный центр имени А. П. Чехова
- 2014 — «Наследство» по пьесе М. Горького «Васса Железнова»[24] (В 2015 году спектакль участвовал в Вампиловском фестивале в Иркутске и в 2016 году в фестивале «Ново-Сибирский транзит»)
- 2015 — «Шутки Чехова» по одноактным пьесам А. Чехова[25]
- 2015 — «Играем преступление» по роману Ф. Достоевского «Преступление и наказание»[26][27]
- 2015 — «Опять они поют» по пьесе М. Фриша[28][29]

Черемховский драматический театр
- 2016 — «Лето и дым» Т. Уильямса[30][31]

Лысьвенский театр драмы имени А. А. Савина
- 2016 — «Укрощение строптивой. Today» по У. Шекспиру

Хабаровский краевой театр драмы и комедии
- 2017 — «Виндзорские насмешницы» Уильям Шекспир[32][33][34]

Резекненский театр «Йорик» (Латвия)
- 2019 — «НЕ#маленькая трагедия» по мотивам «Маленьких трагедий» А. Пушкина[35]

Красноярский ТЮЗ
- 2019 — 1-й акт в спектакле «Гамлет» У. Шекспира в рамках режиссёрской лаборатория «Вешалка. ДИАЛОГ»[36]

Русский драматический театр имени Н. А. Бестужева (Улан-Удэ)
- 2020 — «Калека с острова Инишмаан» М. МакДонаха[37]

Омский государственный драматический «Пятый театр»
- 2023 — «Хлестаков.PS» по пьесе Н. Гоголя «Ревизор»[38][39]

## Признание и награды
- Нижневартовская постановка «Дембельского поезда» стала спектаклем-открытием на II Международном театральном фестивале «Коляда-Рlays» — 2008 в Екатеринбурге[40];
- лауреат Специального приза экспертного совета высшей петербургской театральной премии «Золотой софит» (2009) за оперу «Тяжба» С. Нестеровой в спектакле «Гоголиада» (Мариинский театр) — «За развитие интеллектуальных традиций в оперной режиссуре»[1].

## Комментарии
1. ↑  В 2004 году спектакль «Пять — двадцать пять» участвовал во II Всероссийском театральном фестивале «Пять вечеров» и в фестивале театра «Балтийский дом»)[2].
2. ↑  Исполнитель главной мужской партии в опере «Тяжба» Мариинского театра Андрей Попов был номинирован и получил приз «Золотая маска» — 2010[18].